# Nailde Panta
Nailde Fernandes Panta da Silva, conhecida somente como Nailde Panta (João Pessoa, 28 de novembro de 1955) é uma professora aposentada e política brasileira filiada ao Progressistas (PP), do estado da Paraíba. Nas eleições estaduais de 2018, foi eleita segunda suplente de senadora na chapada da titular Daniella Ribeiro. Após Ribeiro se licenciar e o primeiro suplente Diego Tavares deixar o cargo para assumir o cargo de Secretário de Gestão Governamental e Articulação Política de João Pessoa, Panta assumiu a vaga de senadora entre 6 e 21 de janeiro de 2021.